# Samsung Galaxy J5 (2016)
Samsung Galaxy J5 (2016) — Android-смартфон от компании Samsung Electronics. Он был представлен в апреле 2016.

## Характеристики

### Камера
В Galaxy J5 используется 13 Mpx камера с авто-фокусом, LED вспышкой, с диафрагмой f/1.9. Так же в смартфоне имеется 5 Mpx фронтальная камера с LED вспышкой.

### Обеспечение
За работу смартфона отвечает Qualcomm Snapdragon 410 с тактовой частотой 1.2 GHz, с GPU Adreno 306 и 2 GB RAM и 16 GB встроенной памяти. В Galaxy J5 (2016) установлена батарея с ёмкостью 3100 mAh.

### Дисплей
В Samsung Galaxy J5 (2016) используется 5.2" HD Super AMOLED-дисплей.

### Программное обеспечение
Этот смартфон поставляется с Android 6.0.1. В нём также установлен Samsung Knox. Позже смартфон получил Android 7.1.1
1. ↑  Samsung Galaxy J5 (2016) specs (англ.) — 2018.